# 对数积分

对数积分

对数积分{\displaystyle \operatorname {li} (x)}是一个特殊函数。它出现在物理学的问题中，在数论中也有重要性，主要出現在與質數定理與黎曼猜想的相關理論之中。

## 积分表示法
对数积分有一个积分的表示法，对所有的正实数{\displaystyle x\neq 1}都有定义：
{\displaystyle \operatorname {li} (x)=\int _{0}^{x}{\frac {dt}{\ln(t)}}}
在这里，ln表示自然对数。函数1/ln (t)在t = 1处有一个奇点，当x > 1时，这个积分只能用柯西主值的概念来解释：
{\displaystyle \operatorname {li} (x)=\lim _{\varepsilon \to 0}\left(\int _{0}^{1-\varepsilon }{\frac {dt}{\ln(t)}}+\int _{1+\varepsilon }^{x}{\frac {dt}{\ln(t)}}\right)}

## 特殊值與欧拉对数积分
由於這個積分在x趨近於1時，值會趨近於負無窮大，有些數學家為了避免麻煩，常會選擇另外一個相似的定義，欧拉对数积分定义为：
{\displaystyle \operatorname {Li} (x)=\operatorname {li} (x)-\operatorname {li} (2)}
或
{\displaystyle \operatorname {Li} (x)=\int _{2}^{x}{\frac {dt}{\ln t}}}
函数li(x)有一個正根，它出现在x ≈ 1.45136 92348 ...。这个数称为Ramanujan-Soldner常数。
{\displaystyle \operatorname {li} (2)=-(\Gamma \left(0,-\ln 2\right)+i\,\pi )\sim 1.045163780117492784844588889194613136522615578151}
其中{\displaystyle \Gamma \left(a,x\right)}是不完全伽玛函数。

## 级数表示法
函数li(x)与指数积分Ei(x)有以下的关系：
{\displaystyle {\hbox{li}}(x)={\hbox{Ei}}(\ln(x))}
其中{\displaystyle x>1}。这个等式提供了li(x)的一个级数表示法：
{\displaystyle \operatorname {li} (e^{u})={\hbox{Ei}}(u)=\gamma +\ln u+\sum _{n=1}^{\infty }{u^{n} \over n\cdot n!}\quad {\text{for }}u\neq 0}
其中γ ≈ 0.57721 56649 01532 ...是欧拉-马歇罗尼常数。一个收敛得更快的级数，是：
{\displaystyle \operatorname {li} (x)=\gamma +\ln \ln x+{\sqrt {x}}\sum _{n=1}^{\infty }{\frac {(-1)^{n-1}(\ln x)^{n}}{n!\;2^{n-1}}}\sum _{k=0}^{\lfloor (n-1)/2\rfloor }{\frac {1}{2k+1}}}

## 渐近展开式
当x → ∞，函数有以下的渐进表现：
{\displaystyle \operatorname {li} (x)={\mathcal {O}}\left({x \over \ln(x)}\right)}
其中{\displaystyle {\mathcal {O}}}是大O符号。完整的渐近展开式为：
{\displaystyle \operatorname {li} (x)={\frac {x}{\ln x}}\sum _{k=0}^{\infty }{\frac {k!}{(\ln x)^{k}}}}
或
{\displaystyle {\frac {\operatorname {li} (x)}{x/\ln x}}=1+{\frac {1}{\ln x}}+{\frac {2}{(\ln x)^{2}}}+{\frac {6}{(\ln x)^{3}}}+\cdots }
注意，作为渐近展开式，这个级数是发散的：只有级数前面有限个项才是较好的估计。这个展开式可从指数积分的渐近展开式直接推出。

## 数论中的重要性
对数积分在数论中十分重要，出现在小于某个整数的素数个数的估计中。例如，質數定理表明：
{\displaystyle \pi (x)\sim \operatorname {Li} (x)}
其中π(x)是小于或等于x的素数的个数。